# Beverley Allitt
Beverley Gail Allitt (Grantham, 4 ottobre 1968) è una serial killer britannica.
È stata condannata per aver ucciso quattro bambini, ed aver tentato di ucciderne altri tre ed ha inoltre causato gravi danni fisici ad altri sei bambini. I reati sono stati commessi in un periodo di 59 giorni tra febbraio e aprile 1991 nel reparto di pediatria a Grantham all'ospedale di Kesteven, Lincolnshire, dove la Allitt lavorava come infermiera. Nei suoi omicidi ha somministrato grandi dosi di insulina ad almeno due delle sue vittime, è stata trovata una grande bolla d'aria nel corpo di un'altra vittima per quanto riguarda gli altri la polizia non è stata in grado di stabilire come sono stati eseguiti gli attacchi. Nel maggio del 1993 viene condannata a 13 ergastoli. È trattenuta presso l'ospedale Rampton Secure a Nottinghamshire.

## Vittime
Liam Taylor (sette settimane) - è stato ricoverato nel reparto per un'infezione al torace ed è stato assassinato il 21 febbraio 1991.
Timothy Hardwick (undici anni) - un ragazzino con paralisi cerebrale, ammesso al reparto dopo aver avuto un attacco epilettico. È stato ucciso il 5 marzo 1991.
Kayley Desmond (un anno) - ammessa al reparto a causa di un'infezione al torace. Allitt cercó di ucciderla l'8 marzo 1991 ma la bambina è stata rianimata e trasferita in un altro ospedale dove ha recuperato.
Paul Crampton (cinque mesi) - ammesso al reparto anche lui, a causa di un'infezione al torace, il 20 marzo 1991. Allitt cercó di assassinarlo tre volte con una dose eccessiva di insulina. Venne trasferito in un altro ospedale dove fu curato.
Bradley Gibson (cinque anni) - ricoverato per una polmonite. Ha subìto due attacchi di cuore il 21 marzo 1991 a causa di un'overdose di insulina iniettata dalla Allitt. Venne trasferito in un altro ospedale e poi salvato.
Yik Hung Chan (alias Henry, due anni) - ammesso al reparto dopo una caduta il 21 marzo 1991. Ha subìto un attacco di desaturazione di ossigeno prima di essere trasferito in un altro ospedale dove ha recuperato.
Becky Phillips (due mesi) - ricoverata per una gastroenterite il 1º aprile 1991, gli è stata somministrata una dose eccessiva di insulina dalla Allitt e la bambina è morta a casa due giorni dopo.
Katie Phillips (due mesi) - gemella di Becky è stato ricoverata al reparto per precauzione dopo la morte di sua sorella. Durante il ricovero è stata rianimata due volte dopo un'apnea inspiegabile (risultata poi essere dovuta ad un sovradosaggio di insulina e potassio). È stata trasferita in un altro ospedale ma la bambina aveva subìto danni permanenti al cervello, paralisi parziale e parziale cecità a causa della mancanza di ossigeno. I suoi genitori (nessuno sospettava della Allitt) erano così grati all'infermiera che curava Katie che le chiesero di battezzarla.
Clarie Peck (quindici mesi) - ammessa al reparto, in seguito ad un attacco d'asma, il 22 aprile 1991. A causa della Allitt ha avuto due arresti cardiaci ed è morta.